# Coupe de France de hockey sur glace 2014-2015
Navigation
Coupe de France 2014 Coupe de France 2016
La saison Coupe de France 2014-2015 de hockey sur glace est la vingt-deuxième édition de cette compétition organisée par la Fédération française de hockey sur glace. La finale se joue le 25 janvier 2015 à Marseille.

## Présentation
La Coupe de France est jouée sous la forme d'une compétition à élimination direct, chaque rencontre devant déterminer un vainqueur. Si le score est à égalité à l'issue du temps réglementaire, une période de prolongation de dix minutes est jouée, suivie si nécessaire d'une séance de tirs au but. Chaque rencontre est déterminé par tirage au sort.
Le calendrier de la coupe est le suivant
- Premier tour : 27 septembre
- Seizièmes de finale : 21 octobre
- Huitièmes de finale : 18 novembre
- Quarts de finale : 9 décembre
- Demi-finales : 6 janvier
- Finale : 25 janvier

| Tour                | Division | Division | Division | Division |
| Tour                | Ligue Magnus (LM) | Division 1 (D1) | Division 2 (D2) | Division 3 (D3) |
| ------------------- | --- | --- | --- | --- |
| Premier tour        | | Bélougas de Toulouse Remparts de Tours | Castors d'Asnières Peaux-Rouges d'Évry Comètes de Meudon Renards de Roanne Aigles de La Roche-sur-Yon Bouquetins de Val Vanoise Ours de Villard-de-Lans | Gaulois de Châlons-en-Champagne Chiefs de Deuil-Garges Spartiates de Marseille Griffes de l'ours d'Orcières Dragons de Poitiers Caribous de Seine-et-Marne Boucaniers de Toulon Diables rouges de Valenciennes Jets de Viry-Châtillon |
| Seizièmes de finale | Gothiques d'Amiens Ducs d'Angers Albatros de Brest Diables rouges de Briançon Drakkars de Caen Chamois de Chamonix Ducs de Dijon Gamyo Épinal Rapaces de Gap Brûleurs de loups de Grenoble Lions de Lyon Pingouins de Morzine-Avoriaz-Les Gets Dragons de Rouen Étoile noire de Strasbourg | Hormadi d'Anglet Boxers de Bordeaux Dogs de Cholet Corsaires de Dunkerque Yétis du Mont-Blanc Scorpions de Mulhouse Corsaires de Nantes Bisons de Neuilly-sur-Marne Aigles de Nice | | |

## Premier tour
Le tirage au sort a lieu le 6 septembre lors de la réunion des présidents de clubs de Division 2,.
| 27 septembre 2014 18 h | Toulon (D3) | 1-8 (0-2, 1-4, 0-2) | Val Vanoise (D2) | Patinoire de La Garde 150 spectateurs |

| Feuille de match | Feuille de match         | Feuille de match                    | Feuille de match | Feuille de match                                               |
| ---------------- | ------------------------ | ----------------------------------- | --- | -------------------------------------------------------------- |
|                  | - Ruster — 21 min 44 s - | 0-1 0-2 0-3 1-3 1-4 1-5 1-6 1-7 1-8 | Marcinek (Stoklasa, Duchosal) — 2 min 56 s Kalinovic (Vrtek) — 8 min 59 s Vrtek (Gomane) — 21 min 37 s - Saby (Vrtek, Kalinovic) — 24 min 49 s (IN) Kalinovic (Vrtek) — 30 min 11 s Vrtek (Kalinovic, Marcinek) — 32 min 49 s Kalinovic — 48 min 34 s (SN) Vrtek — 56 min 6 s | Arbitrage : Guillaume Florentin Éric Briolat et Florian Robert |
| Xavier Bolomier  | Gardiens                 | Adrien Hervillard                   | | Arbitrage : Guillaume Florentin Éric Briolat et Florian Robert |
| 6 min            | Pénalités                | 16 min                              | | Arbitrage : Guillaume Florentin Éric Briolat et Florian Robert |
|                  |                          |                                     | | Arbitrage : Guillaume Florentin Éric Briolat et Florian Robert |

| 27 septembre 2014 20 h 30 | Roanne (D2) | 2-6 (0-1, 0-2, 2-3) | Villard-de-Lans (D2) | Patinoire Fontalon 232 spectateurs |

| Feuille de match  | Feuille de match                                                           | Feuille de match                | Feuille de match | Feuille de match                                              |
| ----------------- | -------------------------------------------------------------------------- | ------------------------------- | --- | ------------------------------------------------------------- |
|                   | - Gagnon (Xavier, Therrien) — 41 min - Xavier (Gagnon, Babič) — 57 min 1 s | 0-1 0-2 0-3 1-3 1-4 1-5 1-6 2-6 | Sangiorgio (Jánošík) — 24 s Pesce (Bienvenue, Conil) — 24 min 36 s Sangiorgio (Jánošík) — 32 min 10 s - Sangiorgio (Jánošík) — 44 min 40 s Pesce (Bakos, Bienvenue) — 48 min 57 s (SN) Conil (Sangiorgio, Laurent) — 54 min 11 s - | Arbitrage : Frédéric Le Berre Gildas Fontaine et Vincent Zede |
| Bastien Bonnefond | Gardiens                                                                   | Pavol Smik                      | | Arbitrage : Frédéric Le Berre Gildas Fontaine et Vincent Zede |
| 22 min            | Pénalités                                                                  | 20 min                          | | Arbitrage : Frédéric Le Berre Gildas Fontaine et Vincent Zede |
|                   |                                                                            |                                 | | Arbitrage : Frédéric Le Berre Gildas Fontaine et Vincent Zede |

| 27 septembre 2014 20 h | Marseille (D3) | 7-1 (1-0, 1-1, 5-0) | Orcières (D3) | Palais omnisports Marseille Grand Est 385 spectateurs |

| Feuille de match | Feuille de match | Feuille de match                | Feuille de match                           | Feuille de match                              |
| ---------------- | --- | ------------------------------- | ------------------------------------------ | --------------------------------------------- |
|                  | Pagni — 11 min 41 s - Lebailly (Novotný) — 32 min 17 s Pagni (Tardif, Lebailly) — 45 min 9 s Tardif — 49 min 27 s Lebailly (Durbin, Garnier) — 50 min 51 s Novotný (Tardif, Rives) — 57 min 4 s (2 SN) Novotný — 59 min 21 s | 1-0 1-1 2-1 3-1 4-1 5-1 6-1 7-1 | - Ravoire (Seignez) — 20 min 27 s (2 SN) - | Arbitrage : Jean Catarino et Patrick Peythieu |
| Pierre Navarro   | Gardiens | Lucas Savoye                    |                                            | Arbitrage : Jean Catarino et Patrick Peythieu |
| 6 min            | Pénalités | 18 min                          |                                            | Arbitrage : Jean Catarino et Patrick Peythieu |
|                  | |                                 |                                            | Arbitrage : Jean Catarino et Patrick Peythieu |

| 27 septembre 2014 19 h | Poitiers (D3) | 1-15 (1-6, 0-8, 0-1) | Tours (D1) | Patinoire municipale de Poitiers 150 spectateurs |

| Feuille de match                                          | Feuille de match          | Feuille de match                                                      | Feuille de match | Feuille de match                                                   |
| --------------------------------------------------------- | ------------------------- | --------------------------------------------------------------------- | --- | ------------------------------------------------------------------ |
|                                                           | - Aussenac — 14 min 1 s - | 0-1 0-2 0-3 0-4 1-4 1-5 1-6 1-7 1-8 1-9 1-10 1-11 1-12 1-13 1-14 1-15 | Domin — 57 s Domin (Papaux) — 9 min 47 s Saint-André (Kiška) — 12 min 18 s Papaux (Domin, Delorme) — 13 min 36 s - Boulianne (Paillet) — 14 min 25 s Kiška (Saint-André, Vepsäläinen) — 16 min 25 s Vepsäläinen (Colombel, Boulianne) — 22 min 23 s Jones (Papaux, Eischen) — 24 min 51 s (SN) Golden — 25 min 32 s Vepsäläinen (Saint-André, Kiška) — 26 min 55 s Kirner (Paillet, Boulianne) — 29 min 43 s Vepsäläinen (Kiška) — 31 min 28 s Bardet (Birolini) — 34 min 49 s Vepsäläinen (Delorme) — 39 min 1 s Eischen — 46 min 34 s | Arbitrage : Marie-Tjana Picavet Jérémy Kahli et Florian Toqueville |
| Mickaël Girard (29 min 43 s) Julien Lancman (30 min 17 s) | Gardiens                  | Thomas Picot                                                          | | Arbitrage : Marie-Tjana Picavet Jérémy Kahli et Florian Toqueville |
| 6 min                                                     | Pénalités                 | 2 min                                                                 | | Arbitrage : Marie-Tjana Picavet Jérémy Kahli et Florian Toqueville |
|                                                           |                           |                                                                       | | Arbitrage : Marie-Tjana Picavet Jérémy Kahli et Florian Toqueville |

| 27 septembre 2014 18 h 15 | La Roche-sur-Yon (D2) | 5-2 (2-0, 1-1, 2-1) | Toulouse-Blagnac (D1) | Complexe Arago 500 spectateurs |

| Feuille de match                                    | Feuille de match | Feuille de match                                        | Feuille de match                                                                         | Feuille de match                                                  |
| --------------------------------------------------- | --- | ------------------------------------------------------- | ---------------------------------------------------------------------------------------- | ----------------------------------------------------------------- |
|                                                     | Marinov (Farkašovský) — 2 min 42 s Bais (Farkašovský) — 7 min 31 s Liška (Lindgren, Durand) — 26 min 43 s (SN) - Farkašovský — 40 min 31 s - Durand — 49 min 46 s (SN) | 1-0 2-0 3-0 3-1 4-1 4-2 5-2                             | - Leblanc (Halme, J. Laine) — 33 min 25 s - Leblanc (Halme, A. Laine) — 42 min 26 s (SN) | Arbitrage : Stéphane Peronnin Romain Herrault et Leevan Thiebault |
| Jiří Blažek (53 min 26 s) Tommy Fievet (6 min 34 s) | Gardiens | Niklas Kekki (31 min 33 s= Steven Catelin (28 min 27 s) |                                                                                          | Arbitrage : Stéphane Peronnin Romain Herrault et Leevan Thiebault |
| 12 min                                              | Pénalités | 14 min                                                  |                                                                                          | Arbitrage : Stéphane Peronnin Romain Herrault et Leevan Thiebault |
|                                                     | |                                                         |                                                                                          | Arbitrage : Stéphane Peronnin Romain Herrault et Leevan Thiebault |

| 27 septembre 2014 20 h 15 | Deuil-Garges (D3) | 8-1 (2-0, 2-0, 4-1) | Châlons-en-Champagne (D3) | Patinoire du Val-de-France |

| Feuille de match | Feuille de match | Feuille de match                                             | Feuille de match                   | Feuille de match                                |
| ---------------- | --- | ------------------------------------------------------------ | ---------------------------------- | ----------------------------------------------- |
|                  | Mikula — 5 min 42 s G. Jeannin (Mikula) — 18 min 53 s Aurouzé (G. Jeannin) — 30 min 52 s (SN) G. Jeannin (Mikula, Aurouzé) — 32 min 50 s - G. Jeannin — 48 min 33 s (IN) G. Jeannin — 52 min 34 s (TP) Mikula (Ilczyszyn) — 53 min 3 s Mikula (Aurouzé) — 57 min 14 s (SN) | 1-0 2-0 3-0 4-0 4-1 5-1 6-1 7-1 8-1                          | - Hanes (Kubovčík) — 45 min 18 s - | Arbitrage : Christian Maltaverne Alexis Bornais |
| Tamás Kiss       | Gardiens | Peter Veselovsky (30 min 52 s) Alexis Bachetti (29 min 08 s) |                                    | Arbitrage : Christian Maltaverne Alexis Bornais |
| 32 min           | Pénalités | 24 min                                                       |                                    | Arbitrage : Christian Maltaverne Alexis Bornais |
|                  | |                                                              |                                    | Arbitrage : Christian Maltaverne Alexis Bornais |

| 27 septembre 2014 20 h 45 | Évry (D2) | 5-3 (0-0, 3-2, 2-1) | Asnières (D2) | Patinoire des Lacs de l'Essonne 255 spectateurs |

| Feuille de match | Feuille de match | Feuille de match                | Feuille de match | Feuille de match                                              |
| ---------------- | --- | ------------------------------- | --- | ------------------------------------------------------------- |
|                  | - Mikhaïlov (Levillain, Huhtala) — 26 min 44 s (SN) Huhtala (Juan) — 28 min 10 s - Zeman (Mikhaïlov, Huhtala) — 37 min 35 s - Zeman (Biton, Mikhaïlov) — 56 min 39 s Zeman (Marinakos, Mikhaïlov) — 59 min 59 s (CV) | 0-1 1-1 2-1 2-2 3-2 3-3 4-3 5-3 | Ehrhart (Chougui) — 23 min 44 s - Stalin (Bogus, Chougui) — 32 min 40 s (2 SN) - Kučera (Bogus, Nadeau) — 42 min 38 s (SN) - | Arbitrage : Jean-Michel Hamont Hervé Roulet et Alban Delsarte |
| Gaëtan Melin     | Gardiens | Cédric Choi (58 min 47 s)       | | Arbitrage : Jean-Michel Hamont Hervé Roulet et Alban Delsarte |
| 28 min           | Pénalités | 42 min                          | | Arbitrage : Jean-Michel Hamont Hervé Roulet et Alban Delsarte |
|                  | |                                 | | Arbitrage : Jean-Michel Hamont Hervé Roulet et Alban Delsarte |

| 27 septembre 2014 17 h 45 | Viry-Châtillon (D3) | 7-8 (pr) (1-2, 4-2, 2-3, 0-1) | Dammarie-lès-Lys (D3) | Patinoire des Lacs de l'Essonne |

| Feuille de match    | Feuille de match | Feuille de match                                            | Feuille de match | Feuille de match                                 |
| ------------------- | --- | ----------------------------------------------------------- | --- | ------------------------------------------------ |
|                     | Karimboccus (Marouillat, Vilain) — 5 min 16 s - Felix (Aubry) — 25 min 42 s Gautron (Chevanse, Niverd) — 30 min 50 s - Felix (Niverd) — 32 min 31 s (IN) Boulet — 38 min 7 s (2 SN) Fauvet (Muller, Chevanse) — 40 min 36 s - Morette (Niverd) — 56 min 4 s | 1-0 1-1 1-2 1-3 2-3 3-3 3-4 4-4 5-4 6-4 6-5 6-6 6-7 7-7 7-8 | - Rosello — 6 min 12 s (SN) Belhassen (B. Danton) — 11 min 21 s Belhassen (B. Danton) — 21 min 40 s - Rosello (R. Danton, B. Danton) — 32 min 26 s (2 SN) - B. Danton (Belhassen, Lebrun) — 42 min 33 s R. Danton (Belhassen, Rosello) — 48 min 8 s R. Danton — 52 min 24 s (SN) - Boulet (Dellazzrri) — 62 min 44 s | Arbitrage : Thierry Fraysse et Quentin Candelier |
| Vincent Vancayseele | Gardiens | Xavier Baudon Maxime Joubert                                | | Arbitrage : Thierry Fraysse et Quentin Candelier |
| 44 min              | Pénalités | 26 min                                                      | | Arbitrage : Thierry Fraysse et Quentin Candelier |
|                     | |                                                             | | Arbitrage : Thierry Fraysse et Quentin Candelier |

| 27 septembre 2014 18 h | Meudon (D2) | 10-0 (2-0, 3-1, 5-0) | Valenciennes (D3) | Patinoire de Meudon 269 spectateurs |

| Feuille de match                                        | Feuille de match | Feuille de match                                        | Feuille de match | Feuille de match                                             |
| ------------------------------------------------------- | --- | ------------------------------------------------------- | ---------------- | ------------------------------------------------------------ |
|                                                         | Bernardon (Millet, Nesa) — 3 min 17 s Girard (Bernardon) — 18 min 56 s Soustelle (Girard) — 25 min 20 s Trabach (Grenier, Sadloň) — 38 min 9 s (SN) Nesa (Bernardon) — 38 min 47 s Bernardon (Millet) — 43 min 20 s Bernardon — 44 min 14 s Voyer (Mante) — 46 min 5 s Grenier (Trabach, A. Noale) — 57 min 22 s Barbey (Nesa, Sadloň) — 58 min 51 s (SN) | 1-0 2-0 3-0 4-0 5-0 6-0 7-0 8-0 9-0 10-0                | -                | Arbitrage : Pascal Telliez Samuel Fessier et Théo Armbruster |
| Karl Malmquist (30 min 51 s) Arthur Noale (29 min 09 s) | Gardiens | Milan Glevanak (52 min 47 s) Marc Buchelin (7 min 13 s) |                  | Arbitrage : Pascal Telliez Samuel Fessier et Théo Armbruster |
| 20 min                                                  | Pénalités | 10 min                                                  |                  | Arbitrage : Pascal Telliez Samuel Fessier et Théo Armbruster |
|                                                         | |                                                         |                  | Arbitrage : Pascal Telliez Samuel Fessier et Théo Armbruster |

## Seizièmes de finale
| Feuille de match | Feuille de match | Feuille de match                    | Feuille de match                                                                                      | Feuille de match                                                     |
| ---------------- | --- | ----------------------------------- | --- | -------------------------------------------------------------------- |
|                  | Couture (Raibon, Eriksson) — 7 min 28 s - Laberge (Gadoury, Ouellet) — 33 min 38 s Biniek (Correia, Lebey) — 44 min 13 s - Raibon (Couture, Eriksson) — 58 min 47 s (CV) | 1-0 1-1 2-1 3-1 3-2 4-2             | - Gauthier (Gutierrez, Cacciotti) — 32 min 2 s - Cacciotti (Gauthier, Dame-Malka) — 53 min 1 s (SN) - | Arbitrage : Geoffrey Barcelo Frédéric Peuriere et Sébastien Geoffroy |
| Matej Kristín    | Gardiens | Henri-Corentin Buysse (59 min 34 s) | | Arbitrage : Geoffrey Barcelo Frédéric Peuriere et Sébastien Geoffroy |
| 24 min           | Pénalités | 26 min                              | | Arbitrage : Geoffrey Barcelo Frédéric Peuriere et Sébastien Geoffroy |
|                  | |                                     | | Arbitrage : Geoffrey Barcelo Frédéric Peuriere et Sébastien Geoffroy |

| 21 octobre 2014 20 h 30 | Villard-de-Lans (D2) | 1-7 (1-1, 0-4, 0-2) | Chamonix (LM) | Patinoire André Ravix |

| Feuille de match                                     | Feuille de match                        | Feuille de match                               | Feuille de match | Feuille de match                                             |
| ---------------------------------------------------- | --------------------------------------- | ---------------------------------------------- | --- | ------------------------------------------------------------ |
|                                                      | Ibagnez (Laurent, Conil) — 7 min 46 s - | 1-0 1-1 1-2 1-3 1-4 1-5 1-6 1-7                | - Hardy (Andersén, Tremblay) — 9 min 19 s (SN) Terrier (Hardy, Payette) — 22 min 17 s Bissonnette (Biscard, Hascoët) — 22 min 48 s Terrier (Masson, Payette) — 30 min 22 s (SN) Tremblay (Arès) — 32 min 2 s Tremblay (Bissonnette, Hardy) — 43 min 22 s (SN) Andersén (Cocar, Bissonnette) — 47 min 31 s | Arbitrage : Alexis Grabit Florian Robert et Benjamin Scolari |
| Pavol Smik (46 min 26 s) Robin Carrier (13 min 34 s) | Gardiens                                | Clément Fouquerel (40 min) Victor Goy (20 min) | | Arbitrage : Alexis Grabit Florian Robert et Benjamin Scolari |
| 12 min                                               | Pénalités                               | 6 min                                          | | Arbitrage : Alexis Grabit Florian Robert et Benjamin Scolari |
|                                                      |                                         |                                                | | Arbitrage : Alexis Grabit Florian Robert et Benjamin Scolari |

| 21 octobre 2014 20 h 30 | Morzine-Avoriaz-Les Gets (LM) | 4-2 (4-0, 0-0, 0-2) | Mont-Blanc (D1) | Škoda Arena 350 spectateurs |

| Feuille de match | Feuille de match | Feuille de match        | Feuille de match                                                               | Feuille de match                                                 |
| ---------------- | --- | ----------------------- | ------------------------------------------------------------------------------ | ---------------------------------------------------------------- |
|                  | Gray (Holecko, J. Besson) — 54 s Dobroň (Papa, J. Besson) — 9 min 27 s (SN) Casini (Hromas, N. Besson) — 14 min 21 s Holecko (Morgan, Perrault) — 15 min 8 s - | 1-0 2-0 3-0 4-0 4-1 4-2 | - Tūbelis (Coulon, Moreau) — 50 min 25 s V. Croz (Ozols, Draper) — 56 min 18 s | Arbitrage : Benjamin Gremion Gwilherm Margry et Geoffrey Barcelo |
| Andrew Hare      | Gardiens | Tom Charton             |                                                                                | Arbitrage : Benjamin Gremion Gwilherm Margry et Geoffrey Barcelo |
| 12 min           | Pénalités | 8 min                   |                                                                                | Arbitrage : Benjamin Gremion Gwilherm Margry et Geoffrey Barcelo |
|                  | |                         |                                                                                | Arbitrage : Benjamin Gremion Gwilherm Margry et Geoffrey Barcelo |

| 21 octobre 2014 20 h | Bordeaux (D1) | 5-3 (2-2, 2-0, 1-1) | Anglet (D1) | Patinoire de Mériadeck 1 549 spectateurs |

| Feuille de match | Feuille de match | Feuille de match                | Feuille de match                                                                                      | Feuille de match                                          |
| ---------------- | --- | ------------------------------- | --- | --------------------------------------------------------- |
|                  | Kuľha (Zeliska, Decock) — 5 min 52 s (SN) Lafrancesca (Cadren) — 6 min 34 s - Zeliska (Gillet, Decock) — 25 min 17 s Fournier (Desrosiers, Kuľha) — 31 min 24 s Decock (Boubé, Žemva) — 56 min 6 s - | 1-0 2-0 2-1 2-2 3-2 4-2 5-2 5-3 | - Lagarde — 12 min 21 s Neyens (Eriksson, Labonté) — 17 min 44 s (2 SN) - Thos (Vissio) — 57 min 50 s | Arbitrage : Savice Fabre Guillaume Barthe et Mathieu Loos |
| Sebastian Ylönen | Gardiens | Sébastien Raibon (58 min 48 s)  | | Arbitrage : Savice Fabre Guillaume Barthe et Mathieu Loos |
| 61 min           | Pénalités | 42 min                          | | Arbitrage : Savice Fabre Guillaume Barthe et Mathieu Loos |
|                  | |                                 | | Arbitrage : Savice Fabre Guillaume Barthe et Mathieu Loos |

| 21 octobre 2014 20 h 15 | Épinal (LM) | 9-3 (3-0, 2-1, 4-2) | Neuilly-sur-Marne (D1) | Patinoire de Poissompré 1 100 spectateurs |

| Feuille de match                                           | Feuille de match | Feuille de match                                | Feuille de match                                                                                     | Feuille de match                                                |
| ---------------------------------------------------------- | --- | ----------------------------------------------- | --- | --------------------------------------------------------------- |
|                                                            | Baazzi (Plch, Petrák) — 2 min 3 s (SN) Plch (Petrák, Baazzi) — 7 min 57 s (SN) Kara (Petrák, Ganz) — 12 min 48 s - Beron (Kuralt, Ograjenšek) — 33 min 24 s (SN) Petrák (Plch, Goulet) — 33 min 52 s Beron (Petrák, Baazzi) — 40 min 34 s (2 SN) - Hordelalay (Kloz) — 43 min 6 s - Susanj (Plch, Valier) — 54 min 21 s Ograjenšek (Susanj, Petrák) — 59 min 11 s (2 SN) | 1-0 2-0 3-0 3-1 4-1 5-1 6-1 6-2 7-2 7-3 8-3 9-3 | - Vinatier (Karvonen) — 22 min 38 s (SN) - Tomášek (Pék) — 42 min 51 s - Wagenhoffer — 46 min 31 s - | Arbitrage : Stéphane Rousselin David Courgeon et Jérémie Collin |
| Andrej Hočevar (30 min 08 s) Pierre Mauffrey (29 min 52 s) | Gardiens | Tomáš Pék (40 min) Rémi Husson (20 min)         | | Arbitrage : Stéphane Rousselin David Courgeon et Jérémie Collin |
| 12 min                                                     | Pénalités | 24 min                                          | | Arbitrage : Stéphane Rousselin David Courgeon et Jérémie Collin |
|                                                            | |                                                 | | Arbitrage : Stéphane Rousselin David Courgeon et Jérémie Collin |

| 21 octobre 2014 20 h 30 | La Roche-sur-Yon (D2) | 0-9 (0-2, 0-5, 0-2) | Brest (LM) | Complexe Arago |

| Feuille de match                                    | Feuille de match | Feuille de match                    | Feuille de match | Feuille de match                                                   |
| --------------------------------------------------- | ---------------- | ----------------------------------- | --- | ------------------------------------------------------------------ |
|                                                     | -                | 0-1 0-2 0-3 0-4 0-5 0-6 0-7 0-8 0-9 | Breault (Dian) — 6 min 21 s (IN) Romand (Holík) — 18 min 46 s (SN) Tô-Landry (Hartung, Dian) — 20 min 48 s Dian (Tô-Landry) — 31 min 23 s Breault (Tô-Landry, Dian) — 33 min 27 s Breault (Tô-Landry) — 35 min 35 s Breault (Hartung) — 38 min 15 s () Delemps (Chapron, G. Avenel) — 58 min 17 s Prosvic (Delemps, D. Motreff) — 59 min | Arbitrage : Laurent Garbay Charlotte Girard et Florian Tocqueville |
| Jiří Blažek (55 min 07 s) Tommy Fievet (4 min 53 s) | Gardiens         | Léo Bertein                         | | Arbitrage : Laurent Garbay Charlotte Girard et Florian Tocqueville |
| 10 min                                              | Pénalités        | 16 min                              | | Arbitrage : Laurent Garbay Charlotte Girard et Florian Tocqueville |
|                                                     |                  |                                     | | Arbitrage : Laurent Garbay Charlotte Girard et Florian Tocqueville |

| 21 octobre 2014 20 h 30 | Cholet (D1) | 5-3 (4-0, 0-2, 1-1) | Nantes (D1) | Pôle Sportif Glisséo 946 spectateurs |

| Feuille de match | Feuille de match | Feuille de match                | Feuille de match | Feuille de match                                                     |
| ---------------- | --- | ------------------------------- | --- | -------------------------------------------------------------------- |
|                  | Mihálik (Beauregard) — 13 s Albert (Mihálik, Cutt) — 5 min 17 s Guineberteau (Tharreau, Bohin) — 12 min 34 s Outin — 16 min 55 s - Grofek (Beauregard, Lovatsis) — 52 min 46 s (SN) | 1-0 2-0 3-0 4-0 4-1 4-2 4-3 5-3 | - Dufournet (Ten Braak, Richard) — 21 min 15 s Grygar (Dufournet, Samson) — 35 min 36 s (SN) Parviainen (Peronnard) — 50 min 20 s - | Arbitrage : Marie-Tjana Picavet Romain Herrault et Clément Goncalves |
| Thibault Saez    | Gardiens | Mojmír Božík                    | | Arbitrage : Marie-Tjana Picavet Romain Herrault et Clément Goncalves |
| 14 min           | Pénalités | 16 min                          | | Arbitrage : Marie-Tjana Picavet Romain Herrault et Clément Goncalves |
|                  | |                                 | | Arbitrage : Marie-Tjana Picavet Romain Herrault et Clément Goncalves |

| 21 octobre 2014 20 h 30 | Deuil-Garges (D3) | 0-12 (0-3, 0-4, 0-5) | Amiens (LM) | Patinoire du Val-de-France 150 spectateurs |

| Feuille de match                                     | Feuille de match | Feuille de match                                    | Feuille de match | Feuille de match                                                           |
| ---------------------------------------------------- | ---------------- | --------------------------------------------------- | --- | -------------------------------------------------------------------------- |
|                                                      | -                | 0-1 0-2 0-3 0-4 0-5 0-6 0-7 0-8 0-9 0-10 0-11 0-12  | Stuart (Bastien) — 15 min 35 s (SN) Bruijsten (Stockton, Bastien) — 17 min 2 s Fauchon (Rioux, Dusseau) — 19 min 7 s VanderVeeken (Champagne, Stockton) — 24 min 19 s (SN) Bruijsten (Champagne, Stockton) — 28 min 16 s (SN) Rioux (Matima, Fauchon) — 28 min 28 s Serer (Dusseau, Gannon) — 32 min 37 s Guillaume (Stockton, Brujsten) — 45 min 29 s (SN) Gannon (Kazarine, Champagne) — 47 min 11 s Matima (Fauchon) — 52 min 28 s Carpentier (Guillaume, Buriez) — 57 min 7 s (SN) Stockton (Bastien, Stuart) — 57 min 28 s | Arbitrage : Aurélien Smeeckaert Anne-Sophie Boniface et Alexandre Bourreau |
| Tamás Kiss (50 min 34 s) Maxime Broutin (9 min 26 s) | Gardiens         | Mitch O'Keefe (20 min) Guillaume Duquenne (40 min)) | | Arbitrage : Aurélien Smeeckaert Anne-Sophie Boniface et Alexandre Bourreau |
| 18 min                                               | Pénalités        | 2 min                                               | | Arbitrage : Aurélien Smeeckaert Anne-Sophie Boniface et Alexandre Bourreau |
|                                                      |                  |                                                     | | Arbitrage : Aurélien Smeeckaert Anne-Sophie Boniface et Alexandre Bourreau |

| 21 octobre 2014 20 h | Nice (D1) | 1-4 (1-2, 0-1, 0-1) | Briançon (LM) | Palais des sports Jean-Bouin 875 spectateurs |

| Feuille de match | Feuille de match             | Feuille de match    | Feuille de match | Feuille de match                                                 |
| ---------------- | ---------------------------- | ------------------- | --- | ---------------------------------------------------------------- |
|                  | Kubus (Koivu) — 1 min 45 s - | 1-0 1-1 1-2 1-3 1-4 | - Tarantino (Devin, Ankerst) — 3 min 30 s Raux (Chakiachvili, Frisk) — 4 min 48 s Bernier (Frisk, Raux) — 27 min 33 s Ankerst — 56 min 37 s | Arbitrage : Jimmy Bergamelli Gildas Fontaine et Guillaume Gielly |
| Vojtěch Sedláček | Gardiens                     | Shane Madolora      | | Arbitrage : Jimmy Bergamelli Gildas Fontaine et Guillaume Gielly |
| 43 min           | Pénalités                    | 12 min              | | Arbitrage : Jimmy Bergamelli Gildas Fontaine et Guillaume Gielly |
|                  |                              |                     | | Arbitrage : Jimmy Bergamelli Gildas Fontaine et Guillaume Gielly |

| 21 octobre 2014 20 h | Marseille (D3) | 0-14 (0-4, 0-9, 0-1) | Gap (LM) | Palais omnisports Marseille Grand Est 612 spectateurs |

| Feuille de match                                          | Feuille de match | Feuille de match                                             | Feuille de match | Feuille de match                                               |
| --------------------------------------------------------- | ---------------- | ------------------------------------------------------------ | --- | -------------------------------------------------------------- |
|                                                           | -                | 0-1 0-2 0-3 0-4 0-5 0-6 0-7 0-8 0-9 0-10 0-11 0-12 0-13 0-14 | Wahl (Lévesque) — 8 min 36 s (SN) Carter (Da Costa, Pard) — 12 min 20 s (SN) Pard (Bartman, Bertrand) — 18 min 2 s Lévesque (Wahl, Rohat) — 19 min 13 s Pard (Carter, Da Costa) — 23 min 53 s Rohat (Trabichet) — 24 min 25 s Carter (Valchar, Richter) — 26 min 14 s Da Costa (Pard, Carter) — 30 min 3 s Valchar (Vondráček, Richter) — 30 min 15 s Pard (Bartman, Carter) — 31 min 45 s Chapelier (Valchar, Vondráček) — 32 min 23 s Carter (Da Costa) — 38 min 22 s Goličič (Lévesque) — 39 min 40 s (SN) Pard (Carter, Da Costa) — 44 min 22 s | Arbitrage : Bruno Colleoni Gabriel Pointel et Frédéric Hemmery |
| Pierre Navarro (29 min 35 s) Cyprien Bautru (30 min 25 s) | Gardiens         | Aurélien Bertrand (40 min) Lucas Savoye (20 min)             | | Arbitrage : Bruno Colleoni Gabriel Pointel et Frédéric Hemmery |
| 8 min                                                     | Pénalités        | 6 min                                                        | | Arbitrage : Bruno Colleoni Gabriel Pointel et Frédéric Hemmery |
|                                                           |                  |                                                              | | Arbitrage : Bruno Colleoni Gabriel Pointel et Frédéric Hemmery |

| 21 octobre 2014 20 h | Rouen (LM) | 5-1 (2-1, 1-0, 2-0) | Dunkerque (D1) | Île Lacroix 2 472 spectateurs |

| Feuille de match | Feuille de match | Feuille de match        | Feuille de match                            | Feuille de match                                                    |
| ---------------- | --- | ----------------------- | ------------------------------------------- | ------------------------------------------------------------------- |
|                  | Manavian (Coulombe, Guénette) — 3 min 32 s - Janil (Leveillé, Coulombe) — 18 min 5 s Coulombe (Desrosiers, Leveillé) — 33 min 26 s Thinel (Koudys, Janil) — 47 min 45 s Charland (Guénette, Thinel) — 53 min 46 s (2 SN) | 1-0 1-1 2-1 3-1 4-1 5-1 | - Kluuskeri (Brachet, Young) — 8 min 24 s - | Arbitrage : Nicolas Barbez Jérémie Douchy et Charles-Édouard Salmon |
| Nicola Riopel    | Gardiens | Marc-André Martel       |                                             | Arbitrage : Nicolas Barbez Jérémie Douchy et Charles-Édouard Salmon |
| 20 min           | Pénalités | 12 min                  |                                             | Arbitrage : Nicolas Barbez Jérémie Douchy et Charles-Édouard Salmon |
|                  | |                         |                                             | Arbitrage : Nicolas Barbez Jérémie Douchy et Charles-Édouard Salmon |

| 21 octobre 2014 19 h 30 | Val Vanoise (D2) | 1-4 (0-0, 1-4, 0-0) | Grenoble (LM) | Patinoire de Courchevel 422 spectateurs |

| Feuille de match | Feuille de match                     | Feuille de match    | Feuille de match | Feuille de match                                              |
| ---------------- | ------------------------------------ | ------------------- | --- | ------------------------------------------------------------- |
|                  | - Matějíček (Wagret) — 22 min 49 s - | 0-1 1-1 1-2 1-3 1-4 | Lafrance (Gervais, Lessard) — 22 min 18 s - Roberts (Petit, Gustafsson) — 26 min 44 s (SN) Baylacq (Tartari, Chapuis) — 34 min 3 s Lafrance (Gervais, Jalbert) — 39 min 1 s | Arbitrage : Didier Drif Olivier Salicio et Bastien Germaneaud |
| Henrik Stadejer  | Gardiens                             | Michal Zajkowski    | | Arbitrage : Didier Drif Olivier Salicio et Bastien Germaneaud |
| 12 min           | Pénalités                            | 6 min               | | Arbitrage : Didier Drif Olivier Salicio et Bastien Germaneaud |
|                  |                                      |                     | | Arbitrage : Didier Drif Olivier Salicio et Bastien Germaneaud |

| 21 octobre 2014 20 h 30 | Évry (D2) | 1-11 (0-2, 0-3, 1-6) | Strasbourg (LM) | Patinoire des Lacs de l'Essonne 200 spectateurs |

| Feuille de match | Feuille de match                         | Feuille de match                                  | Feuille de match | Feuille de match                                          |
| ---------------- | ---------------------------------------- | ------------------------------------------------- | --- | --------------------------------------------------------- |
|                  | - Hanes (Mikhailov) — 52 min 56 s (IN) - | 0-1 0-2 0-3 0-4 0-5 0-6 0-7 0-8 1-8 1-9 1-10 1-11 | Bruneteau — 16 min 6 s Michel — 19 min 24 s (IN) Chipaux (Marcos) — 27 min 10 s Trudeau (Bourgaut, Marcos) — 33 min 58 s Goldberg (Cibuľa, Danford) — 37 min 23 s (SN) Cibuľa (Michel, Danford) — 40 min 33 s Peroff (Bourgaut) — 43 min 51 s (2 IN) Burgert — 50 min 9 s - Mathieu (Anglés, Chipaux) — 54 min 9 s Cibuľa (Goldberg, Bougé) — 54 min 54 s Burgert (Bauemlin, Michel) — 59 min 35 s | Arbitrage : Adrien Ernecq Jérémy Metais et Sueva Torribio |
| Greg Jenkins     | Gardiens                                 | Gilles Beck                                       | | Arbitrage : Adrien Ernecq Jérémy Metais et Sueva Torribio |
| 24 min           | Pénalités                                | 12 min                                            | | Arbitrage : Adrien Ernecq Jérémy Metais et Sueva Torribio |
|                  |                                          |                                                   | | Arbitrage : Adrien Ernecq Jérémy Metais et Sueva Torribio |

| 22 octobre 2014 21 h 15 | Dammarie-lès-Lys (D3) | 1-14 (0-5, 0-2, 1-7) | Mulhouse (D1) | Patinoire de la Cartonnerie 253 spectateurs |

| Feuille de match | Feuille de match                | Feuille de match                                                  | Feuille de match | Feuille de match                                              |
| ---------------- | ------------------------------- | ----------------------------------------------------------------- | --- | ------------------------------------------------------------- |
|                  | - Lebrun (R. Danton) — 56 min - | 0-1 0-2 0-3 0-4 0-5 0-6 0-7 0-8 0-9 0-10 0-11 0-12 0-13 1-13 1-14 | Martinka (Mrňa) — 4 min 11 s Vīgners (Gommesen, Galkins) — 6 min 47 s (SN) Kapička (Joly) — 8 min 19 s Mrňa — 10 min 52 s Mrňa (Martinka) — 11 min 32 s Galkins (Bini) — 36 min 48 s (SN) Vīgners (Mrňa) — 38 min 6 s Klejna (Jurík, Vīgners) — 40 min 47 s Galkins (Mrňa, Boryssenko) — 44 min 20 s Dubé (Mrňa, Galkins, 16) — 48 min Poživil (Martinka) — 50 min 37 s Dubé (Mrňa) — 52 min 23 s (IN) Kapička (Kern) — 55 min 24 s - Mrňa (Galkins, Dubé) — 60 min | Arbitrage : Stéphane Peronnin Guillaume Gardiol et Yann Furet |
| Xavier Baudon    | Gardiens                        | Mickaël Müller                                                    | | Arbitrage : Stéphane Peronnin Guillaume Gardiol et Yann Furet |
| 8 min            | Pénalités                       | 4 min                                                             | | Arbitrage : Stéphane Peronnin Guillaume Gardiol et Yann Furet |
|                  |                                 |                                                                   | | Arbitrage : Stéphane Peronnin Guillaume Gardiol et Yann Furet |

| 22 octobre 2014 20 h | Tours (D1) | 1-8 (0-4, 1-2, 0-2) | Angers (LM) | Patinoire de Tours 1 800 spectateurs |

| Feuille de match                                     | Feuille de match                                    | Feuille de match                                             | Feuille de match | Feuille de match                                       |
| ---------------------------------------------------- | --------------------------------------------------- | ------------------------------------------------------------ | --- | ------------------------------------------------------ |
|                                                      | - Vepsäläinen (Golden, Saint-André) — 20 min 23 s - | 0-1 0-2 0-3 0-4 1-4 1-5 1-6 1-7 1-8                          | Mrena (Skinnars, Campbell) — 2 min 34 s Lefebvre (Crowder, Tifu) — 4 min 34 s (SN) Henderson (Valade) — 5 min 37 s Crowder (Lévèque) — 7 min 12 s - Bisaillon (Tifu, Lefebvre) — 22 min 20 s (SN) Crowder (Tifu) — 31 min 7 s Campbell (Busto) — 40 min 53 s (2 SN) Latreuille (Griet, Campbell) — 58 min 2 s | Arbitrage : Jérémy Kahli Pierre Dehaen et Damien Bliek |
| Filip Kubiš (42 min 30 s) Thomas Picot (17 min 30 s) | Gardiens                                            | Jean-Sébastien Aubin (31 min 07 s) Alexis Neau (28 min 53 s) | | Arbitrage : Jérémy Kahli Pierre Dehaen et Damien Bliek |
| 18 min                                               | Pénalités                                           | 16 min                                                       | | Arbitrage : Jérémy Kahli Pierre Dehaen et Damien Bliek |
|                                                      |                                                     |                                                              | | Arbitrage : Jérémy Kahli Pierre Dehaen et Damien Bliek |

| 22 octobre 2014 20 h 40 | Meudon (D2) | 2-3 (1-1, 0-1, 1-1) | Caen (LM) | Patinoire de Meudon 485 spectateurs |

| Feuille de match | Feuille de match                                          | Feuille de match    | Feuille de match | Feuille de match                                                  |
| ---------------- | --------------------------------------------------------- | ------------------- | --- | ----------------------------------------------------------------- |
|                  | - Girard — 8 min 19 s - Vizzari (Grenier) — 41 min 36 s - | 0-1 1-1 1-2 2-2 2-3 | Palis (Damy, Geffroy) — 5 min 6 s - Gliga (Chauvel, Arnaud) — 38 min 30 s - Gyesbrecht (Gauthier, Carr) — 58 min 16 s | Arbitrage : Alexandre Hauchart Nicolas Dessaint et Thomas Caillot |
| Karl Malmquist   | Gardiens                                                  | Quentin Kello       | | Arbitrage : Alexandre Hauchart Nicolas Dessaint et Thomas Caillot |
| 14 min           | Pénalités                                                 | 6 min               | | Arbitrage : Alexandre Hauchart Nicolas Dessaint et Thomas Caillot |
|                  |                                                           |                     | | Arbitrage : Alexandre Hauchart Nicolas Dessaint et Thomas Caillot |

## Huitièmes de finale
| 18 novembre 2014 20 h 30 | Cholet (D1) | 4-3 (pr) (0-0, 1-1, 2-2, 1-0) | Brest (LM) | Pôle Sportif Glisséo |

| Feuille de match            | Feuille de match | Feuille de match            | Feuille de match                                                                                         | Feuille de match                                              |
| --------------------------- | --- | --------------------------- | --- | ------------------------------------------------------------- |
|                             | Tomaska — 22 min 21 s - Tharreau (Huberdeau, Borovsky) — 51 min 41 s Garcia (Tomaska) — 57 min 59 s - Blunden (Beauregard, Tomaska) — 67 min 35 s (SN) | 1-0 1-1 1-2 2-2 3-2 3-3 4-3 | - Hartung (Breault, Dian) — 37 min 26 s (SN) Breault (Tô-Landry) — 43 min 17 s - Prosvic — 59 min 33 s - | Arbitrage : Alexandre Bourreau Jérémie Douchy et Mathieu Loos |
| Thibault Saez (67 min 35 s) | Gardiens | Arnaud Goetz (67 min 01 s)  | | Arbitrage : Alexandre Bourreau Jérémie Douchy et Mathieu Loos |
| 8 min                       | Pénalités | 4 min                       | | Arbitrage : Alexandre Bourreau Jérémie Douchy et Mathieu Loos |
|                             | |                             | | Arbitrage : Alexandre Bourreau Jérémie Douchy et Mathieu Loos |

| 18 novembre 2014 20 h | Strasbourg (LM) | 2-3 (TB) (0-0, 2-0, 0-2, 0-0, 0-1) | Amiens (LM) | Patinoire Iceberg 1 321 spectateurs |

| Feuille de match    | Feuille de match                                                                       | Feuille de match    | Feuille de match | Feuille de match                                        |
| ------------------- | -------------------------------------------------------------------------------------- | ------------------- | --- | ------------------------------------------------------- |
|                     | Trudeau (Pardavý, Goldberg) — 24 min 4 s (SN) Michel (Goldberg, Hoehe) — 25 min 21 s - | 1-0 2-0 2-1 2-2 2-3 | - Guillaume (Coburn, Fauchon) — 45 min 11 s (SN) Stockton (Guillaume, VanderVeeken) — 58 min 51 s (SN) Champagne — 70 min (TB) | Arbitrage : Jérémy Rauline Yann Furet et David Courgeon |
| Vladimír Hiadlovský | Gardiens                                                                               | Mitch O'Keefe       | | Arbitrage : Jérémy Rauline Yann Furet et David Courgeon |
| 34 min              | Pénalités                                                                              | 28 min              | | Arbitrage : Jérémy Rauline Yann Furet et David Courgeon |
|                     |                                                                                        |                     | | Arbitrage : Jérémy Rauline Yann Furet et David Courgeon |

| 18 novembre 2014 20 h 25 | Mulhouse (D1) | 2-5 (1-2, 1-1, 0-2) | Rouen (LM) | Patinoire de l'Illberg 585 spectateurs |

| Feuille de match  | Feuille de match                                                                        | Feuille de match            | Feuille de match | Feuille de match                                                |
| ----------------- | --------------------------------------------------------------------------------------- | --------------------------- | --- | --------------------------------------------------------------- |
|                   | Kapička (Mrňa, Klejna) — 7 min 43 s (SN) - Bini (Klejna, Martinka) — 37 min 39 s (SN) - | 1-0 1-1 1-2 1-3 2-3 2-4 2-5 | - Thinel (Lampérier) — 10 min 4 s Thinel (Lampérier, Cunningham) — 16 min 30 s Guénette (Coulombe) — 23 min 10 s - Guénette (Coulombe, Lampérier) — 40 min 24 s (SN) Lampérier (Thinel, Coulombe) — 44 min 10 s | Arbitrage : Benjamin Gremion Geoffrey Barcelo et Thomas Caillot |
| Guillaume Richard | Gardiens                                                                                | Nicola Riopel               | | Arbitrage : Benjamin Gremion Geoffrey Barcelo et Thomas Caillot |
| 8 min             | Pénalités                                                                               | 10 min                      | | Arbitrage : Benjamin Gremion Geoffrey Barcelo et Thomas Caillot |
|                   |                                                                                         |                             | | Arbitrage : Benjamin Gremion Geoffrey Barcelo et Thomas Caillot |

| 18 novembre 2014 20 h 30 | Gap (LM) | 5-1 (1-0, 0-1, 4-0) | Lyon (LM) | Stade de glace Alp'Arena 1 526 spectateurs |

| Feuille de match | Feuille de match | Feuille de match        | Feuille de match                            | Feuille de match                                                 |
| ---------------- | --- | ----------------------- | ------------------------------------------- | ---------------------------------------------------------------- |
|                  | Da Costa (Langlais, Arrossamena) — 12 min 12 s - Vondráček (Richter, Valchar) — 43 min 23 s Richter (Valchar, Vondráček) — 49 min 46 s Pard (Carter, Wahl) — 53 min 15 s (SN) Carter (Goličič, Pard) — 56 min 52 s | 1-0 1-1 2-1 3-1 4-1 5-1 | - Biniek (Lebey, Millerioux) — 39 min 4 s - | Arbitrage : Bruno Colleoni Guillaume Gielly et Frédéric Peuriere |
| Charles Lavigne  | Gardiens | Landry Macrez           |                                             | Arbitrage : Bruno Colleoni Guillaume Gielly et Frédéric Peuriere |
| 8 min            | Pénalités | 8 min                   |                                             | Arbitrage : Bruno Colleoni Guillaume Gielly et Frédéric Peuriere |
|                  | |                         |                                             | Arbitrage : Bruno Colleoni Guillaume Gielly et Frédéric Peuriere |

| 18 novembre 2014 20 h | Grenoble (LM) | 4-1 (0-0, 3-0, 1-1) | Morzine Avoriaz Les Gets (LM) | Patinoire Polesud 3 100 spectateurs |

| Feuille de match | Feuille de match | Feuille de match          | Feuille de match                              | Feuille de match                                                    |
| ---------------- | --- | ------------------------- | --------------------------------------------- | ------------------------------------------------------------------- |
|                  | Perret (Bouchar, Roberts) — 22 min 54 s Bouchard (Chouinard, Gustafsson) — 29 min 23 s (2 SN) Roberts (Tartari, Šivic) — 29 min 58 s (SN) Chouinard (Gustafsson, Lessard) — 58 min 17 s (CV) - | 1-0 2-0 3-0 4-0 4-1       | - Cruchandeau (Holecko, Morgan) — 59 min 48 s | Arbitrage : Geoffrey Barcelo Sébastien Geoffroy et Benjamin Scolari |
| Michal Zajkowski | Gardiens | Andrew Hare (57 min 41 s) |                                               | Arbitrage : Geoffrey Barcelo Sébastien Geoffroy et Benjamin Scolari |
| 8 min            | Pénalités | 12 min                    |                                               | Arbitrage : Geoffrey Barcelo Sébastien Geoffroy et Benjamin Scolari |
|                  | |                           |                                               | Arbitrage : Geoffrey Barcelo Sébastien Geoffroy et Benjamin Scolari |

| 19 novembre 2014 20 h | Caen (LM) | 2-3 (0-0, 2-1, 0-2) | Épinal (LM) | Patinoire de Caen la mer 1 000 spectateurs |

| Feuille de match | Feuille de match                                                                                | Feuille de match    | Feuille de match | Feuille de match                                                    |
| ---------------- | ----------------------------------------------------------------------------------------------- | ------------------- | --- | ------------------------------------------------------------------- |
|                  | - Gauthier (Poudrier, Barlock) — 32 min 37 s (SN) Barlock (Peca, Poudrier) — 35 min 32 s (SN) - | 0-1 1-1 2-1 2-2 2-3 | Kara (Moisand, Valier) — 20 min 28 s - Le Blond (Valier, Ograjenšek) — 48 min 56 s Plch (Petrák, Goulet) — 56 min 55 s (SN) | Arbitrage : Alexandre Hauchart Jérémy Metais et Aurélien Smeeckaert |
| Quentin Kello    | Gardiens                                                                                        | Andrej Hočevar      | | Arbitrage : Alexandre Hauchart Jérémy Metais et Aurélien Smeeckaert |
| 14 min           | Pénalités                                                                                       | 38 min              | | Arbitrage : Alexandre Hauchart Jérémy Metais et Aurélien Smeeckaert |
|                  |                                                                                                 |                     | | Arbitrage : Alexandre Hauchart Jérémy Metais et Aurélien Smeeckaert |

| 19 novembre 2014 20 h 30 | Chamonix (LM) | 3-5 (0-0, 3-0, 0-5) | Briançon (LM) | Patinoire Richard Bozon 257 spectateurs |

| Feuille de match  | Feuille de match                                                                                     | Feuille de match                | Feuille de match | Feuille de match                                                |
| ----------------- | --- | ------------------------------- | --- | --------------------------------------------------------------- |
|                   | Biscard (Hardy, Gras) — 20 min 26 s (2 SN) Bedin (Hardy) — 22 min 35 s Masson (Gras) — 24 min 17 s - | 1-0 2-0 3-0 3-1 3-2 3-3 3-4 3-5 | - Ankerst (McDonald, Chakiachvili) — 45 min 21 s Raux (Jensen, Bernier) — 50 min 16 s McDonald (Labrecque, Michelon) — 50 min 38 s Bernier (Igier, Raux) — 51 min 17 s Raux (Frisk, Szélig) — 59 min 36 s (IN + CV) | Arbitrage : Jimmy Bergamelli Gwilherm Margry et Gabriel Pointel |
| Clément Fouquerel | Gardiens                                                                                             | Shane Madolora                  | | Arbitrage : Jimmy Bergamelli Gwilherm Margry et Gabriel Pointel |
| 6 min             | Pénalités                                                                                            | 14 min                          | | Arbitrage : Jimmy Bergamelli Gwilherm Margry et Gabriel Pointel |
|                   | |                                 | | Arbitrage : Jimmy Bergamelli Gwilherm Margry et Gabriel Pointel |

| 25 novembre 2014 20 h 30 | Angers (LM) | 2-1 (0-0, 1-0, 1-1) | Bordeaux (D1) | Patinoire du Haras |

| Feuille de match     | Feuille de match                                                          | Feuille de match | Feuille de match                              | Feuille de match                                            |
| -------------------- | ------------------------------------------------------------------------- | ---------------- | --------------------------------------------- | ----------------------------------------------------------- |
|                      | Busto (Lefebvre) — 34 min 15 s (SN) Lefebvre (Busto) — 56 min 50 s (SN) - | 1-0 2-0 2-1      | - Desrosiers (Decock, Fournier) — 57 min 11 s | Arbitrage : Damien Bliek Pierre Dehaen et Clément Goncalves |
| Jean-Sébastien Aubin | Gardiens                                                                  | Sebastian Ylönen |                                               | Arbitrage : Damien Bliek Pierre Dehaen et Clément Goncalves |
| 2 min                | Pénalités                                                                 | 12 min           |                                               | Arbitrage : Damien Bliek Pierre Dehaen et Clément Goncalves |
|                      |                                                                           |                  |                                               | Arbitrage : Damien Bliek Pierre Dehaen et Clément Goncalves |

## Quarts de Finale
| 9 décembre 2014 20 h | Grenoble (LM) | 2-5 (1-0, 1-3, 0-2) | Gap (LM) | Patinoire Polesud 2 900 spectateurs |

| Feuille de match | Feuille de match                                                                              | Feuille de match            | Feuille de match | Feuille de match                                          |
| ---------------- | --------------------------------------------------------------------------------------------- | --------------------------- | --- | --------------------------------------------------------- |
|                  | Chouinard (Petit, Gustafsson) — 19 min 42 s (SN) - Tartari (Šivic, Chouinard) — 39 min 59 s - | 1-0 1-1 1-2 1-3 2-3 2-4 2-5 | - Carter (Ritz) — 25 min 58 s (SN) Vondráček (Carter, Arrossamena) — 27 min 8 s (SN) Trabichet (Carter) — 37 min 50 s - Pard (Rohat, Pérez) — 51 min 5 s Carter (Goličič) — 58 min 27 s | Arbitrage : Savice Fabre Gwilherm Margry et Pierre Dehaen |
| Michal Zajkowski | Gardiens                                                                                      | Charles Lavigne             | | Arbitrage : Savice Fabre Gwilherm Margry et Pierre Dehaen |
| 8 min            | Pénalités                                                                                     | 8 min                       | | Arbitrage : Savice Fabre Gwilherm Margry et Pierre Dehaen |
|                  |                                                                                               |                             | | Arbitrage : Savice Fabre Gwilherm Margry et Pierre Dehaen |

| 9 décembre 2014 20 h | Amiens (LM) | 10-2 (2-0, 3-2, 5-0) | Cholet (D1) | Coliseum 2 120 spectateurs |

| Feuille de match                                            | Feuille de match | Feuille de match                                 | Feuille de match                                                 | Feuille de match                                                  |
| ----------------------------------------------------------- | --- | ------------------------------------------------ | ---------------------------------------------------------------- | ----------------------------------------------------------------- |
|                                                             | Gannon (Bélanger) — 10 min 39 s Thomas (Matima) — 14 min 36 s - Bélanger (Champagne, Gannon) — 26 min 51 s - Gannon (Dusseau, Champagne) — 34 min 47 s (SN) Bruijsten (VanderVeeken) — 37 min 42 s Stockton (Bastien, Bruijsten) — 47 min 19 s Bastien (Stockton, Bruijsten) — 49 min 16 s Gannon (Leclerc, Bélanger) — 51 min 49 s Bastien (Bruijsten) — 52 min 11 s Matima (Dusseau, Bault) — 57 min 16 s (SN) | 1-0 2-0 2-1 3-1 3-2 4-2 5-2 6-2 7-2 8-2 9-2 10-2 | - Parviainen — 24 min 49 s - Beauregard (Drozdz) — 28 min 36 s - | Arbitrage : Benjamin Gremion Sébastein Geoffroy et Jérémie Douchy |
| Mitch O'Keefe (55 min 03 s) Guillaume Duquenne (4 min 57 s) | Gardiens | Thibault Saez                                    |                                                                  | Arbitrage : Benjamin Gremion Sébastein Geoffroy et Jérémie Douchy |
| 14 min                                                      | Pénalités | 20 min                                           |                                                                  | Arbitrage : Benjamin Gremion Sébastein Geoffroy et Jérémie Douchy |
|                                                             | |                                                  |                                                                  | Arbitrage : Benjamin Gremion Sébastein Geoffroy et Jérémie Douchy |

| 9 décembre 2014 20 h | Rouen (LM) | 7-4 (3-2, 3-2, 1-0) | Epinal (LM) | Île Lacroix 2 046 spectateurs |

| Feuille de match | Feuille de match | Feuille de match                            | Feuille de match | Feuille de match                                               |
| ---------------- | --- | ------------------------------------------- | --- | -------------------------------------------------------------- |
|                  | - Lacroix (Charland, Coulombe) — 8 min 50 s (SN) Desrosiers (Janil, Lacroix) — 12 min 10 s - Guénette (Manavian, Lampérier) — 16 min 37 s (SN) - Koudys (Thinel, Groulx) — 33 min 47 s (SN) Thinel (Lacroix, Groulx) — 38 min 31 s Thinel (Lacroix, Lampérier) — 39 min 34 s Lacroix (Desrosiers) — 59 min 54 s (CV) | 0-1 1-1 2-1 2-2 3-2 3-3 3-4 4-4 5-4 6-4 7-4 | Ograjenšek (Kloz, Moisand) — 6 min 17 s - Plch (Petrák) — 15 min 42 s - Beron — 28 min 25 s Goulet (Petrák) — 30 min 42 s (2 SN) - | Arbitrage : Damien Bliek Thomas Caillot et Aurélien Smeeckaert |
| Nicola Riopel    | Gardiens | Andrej Hočevar                              | | Arbitrage : Damien Bliek Thomas Caillot et Aurélien Smeeckaert |
| 18 min           | Pénalités | 22 min                                      | | Arbitrage : Damien Bliek Thomas Caillot et Aurélien Smeeckaert |
|                  | |                                             | | Arbitrage : Damien Bliek Thomas Caillot et Aurélien Smeeckaert |

| 9 décembre 2014 20 h 30 | Briançon (LM) | 5-2 (1-1, 0-0, 4-1) | Angers (LM) | Patinoire René-Froger 1 458 spectateurs |

| Feuille de match | Feuille de match | Feuille de match            | Feuille de match                                                   | Feuille de match                                                  |
| ---------------- | --- | --------------------------- | ------------------------------------------------------------------ | ----------------------------------------------------------------- |
|                  | - Labrecque (Jensen, Bernier) — 11 min 39 s Ankerst (Szélig, Abramov) — 41 min 27 s - Bernier (Labrecque, Jensen) — 51 min 48 s Raux (Di Dio Balsamo, Tarantino) — 58 min 21 s Bernier (Labrecque) — 59 min 48 s (CV) | 0-1 1-1 2-1 2-2 3-2 4-2 5-2 | Crowder (Busto, Tifu) — 6 min 49 s - Walls (Mrena) — 42 min 53 s - | Arbitrage : Alexandre Bourreau Benjamin Scolari et David Courgeon |
| Shane Madolora   | Gardiens | Jean-Sébastien Aubin        |                                                                    | Arbitrage : Alexandre Bourreau Benjamin Scolari et David Courgeon |
| 8 min            | Pénalités | 6 min                       |                                                                    | Arbitrage : Alexandre Bourreau Benjamin Scolari et David Courgeon |
|                  | |                             |                                                                    | Arbitrage : Alexandre Bourreau Benjamin Scolari et David Courgeon |

## Demi-Finales
| 6 janvier 2015 20 h | Rouen (LM) | 5-2 (1-1, 1-0, 3-1) | Briançon (LM) | Île Lacroix 2 746 spectateurs |

| Feuille de match            | Feuille de match | Feuille de match            | Feuille de match                                                      | Feuille de match                                                            |
| --------------------------- | --- | --------------------------- | --------------------------------------------------------------------- | --------------------------------------------------------------------------- |
|                             | - Benoit (Leveillé, Koudys) — 12 min 37 s Coulombe (Desrosiers) — 26 min 11 s Lampérier (Colotti, Manavian) — 41 min 13 s Desrosiers (Janil, Coulombe) — 54 min 26 s - Charland (Lacroix) — 59 min 34 s (CV) | 0-1 1-1 2-1 3-1 4-1 4-2 5-2 | Jensen (Bernier, Raux) — 38 s - Bernier (Jensen) — 55 min 13 s (SN) - | Arbitrage : Damien Bliek et Nicolas Barbez David Courgeon et Thomas Caillot |
| Nicola Riopel (59 min 15 s) | Gardiens | Shane Madolora              |                                                                       | Arbitrage : Damien Bliek et Nicolas Barbez David Courgeon et Thomas Caillot |
| 4 min                       | Pénalités | 8 min                       |                                                                       | Arbitrage : Damien Bliek et Nicolas Barbez David Courgeon et Thomas Caillot |
|                             | |                             |                                                                       | Arbitrage : Damien Bliek et Nicolas Barbez David Courgeon et Thomas Caillot |

| 6 janvier 2015 20 h 30 | Gap (LM) | 2-4 (1-0, 1-1, 0-3) | Amiens (LM) | Stade de glace Alp'Arena 2 690 spectateurs |

| Feuille de match              | Feuille de match                                                               | Feuille de match        | Feuille de match | Feuille de match                                                         |
| ----------------------------- | ------------------------------------------------------------------------------ | ----------------------- | --- | ------------------------------------------------------------------------ |
|                               | Richter (Ritz) — 14 min 2 s (SN) Pard (Valchar, Langlais) — 32 min 18 s (SN) - | 1-0 2-0 2-1 2-2 2-3 2-4 | - Stockton (Bélanger) — 39 min 28 s Bastien (Kazarine) — 43 min 7 s Bruijsten — 54 min 14 s (SN) Serer — 59 min 59 s (IN + CV) | Arbitrage : Savice Fabre et Bourreau Jérémie Douchy et Frédéric Peuriere |
| Charles Lavigne (58 min 55 s) | Gardiens                                                                       | Mitch O'Keefe           | | Arbitrage : Savice Fabre et Bourreau Jérémie Douchy et Frédéric Peuriere |
| 6 min                         | Pénalités                                                                      | 12 min                  | | Arbitrage : Savice Fabre et Bourreau Jérémie Douchy et Frédéric Peuriere |
|                               |                                                                                |                         | | Arbitrage : Savice Fabre et Bourreau Jérémie Douchy et Frédéric Peuriere |

## Finale
| 25 janvier 2015 14 h | Rouen (LM) | 5-3 (2-0, 3-0, 0-3) | Amiens (LM) | Palais omnisports Marseille Grand Est 3 517 spectateurs |

| Feuille de match | Feuille de match | Feuille de match                | Feuille de match | Feuille de match                                                            |
| ---------------- | --- | ------------------------------- | --- | --------------------------------------------------------------------------- |
|                  | Desrosiers (Charland, Coulombe) — 2 min 36 s (SN) Colotti (Janil, Groulx) — 12 min Desrosiers (Janil, Coulombe) — 23 min 35 s Groulx (Guénette, Lampérier) — 26 min 27 s (Lacroix, Desrosiers) — 39 min 44 s (SN) | 1-0 2-0 3-0 4-0 5-0 5-1 5-2 5-3 | VanderVeeken (Stuart, Stockton) — 41 min 47 s (SN) Bruijsten (VanderVeeken, Bélanger) — 46 min 34 s Kazarine (Bruijsten) — 49 min 18 s | Arbitrage : Savice Favre et Jérémy Rauline Pierre Dehaen et Gwilherm Margry |
| Nicola Riopel    | Gardiens | Mitch O'Keefe                   | | Arbitrage : Savice Favre et Jérémy Rauline Pierre Dehaen et Gwilherm Margry |
| 22 min           | Pénalités | 44 min                          | | Arbitrage : Savice Favre et Jérémy Rauline Pierre Dehaen et Gwilherm Margry |
|                  | |                                 | | Arbitrage : Savice Favre et Jérémy Rauline Pierre Dehaen et Gwilherm Margry |

## Nombre d'équipes par division et par tour
|                       | Premier tour | Seizièmes de finale | Huitièmes de finale | Quarts de finale | Demi- finales | Finale |
| Ligue Magnus 14 clubs | Exempts      | 14                  | 13                  | 7                | 4             | 2      |
| Division 1 12 clubs   | 2            | 10                  | 3                   | 1                | 0             | 0      |
| Division 2 7 clubs    | 7            | 5                   | 0                   | 0                | 0             | 0      |
| Division 3 9 clubs    | 9            | 3                   | 0                   | 0                | 0             | 0      |
| Totaux                | 18           | 32                  | 16                  | 8                | 4             | 2      |

### Feuilles de matchs
1. ↑  « Toulon 1-8 Val Vanoise », sur competition.hockeyfrance.com, 27 septembre 2014 (consulté le 28 septembre 2014)
2. ↑  « Roanne 2-6 Villard-de-Lans », sur competition.hockeyfrance.com, 27 septembre 2014 (consulté le 28 septembre 2014)
3. ↑  « Marseille 7-1 Orcières 1850 », sur competition.hockeyfrance.com, 27 septembre 2014 (consulté le 29 septembre 2014)
4. ↑  « Poitiers 1-15 Tours », sur competition.hockeyfrance.com, 27 septembre 2014 (consulté le 29 septembre 2014)
5. ↑  « La Roche-sur-Yon 5-2 Toulouse-Blagnac », sur competition.hockeyfrance.com, 27 septembre 2014 (consulté le 29 septembre 2014)
6. ↑  « Deuil-Garges 8-1 Châlons », sur competition.hockeyfrance.com, 27 septembre 2014 (consulté le 30 septembre 2014)
7. ↑  « Évry 5-3 Asnières », sur competition.hockeyfrance.com, 27 septembre 2014 (consulté le 30 septembre 2014)
8. ↑  « Viry-Châtillon  7-8 Dammarie-les-Lys », sur competition.hockeyfrance.com, 27 septembre 2014 (consulté le 30 septembre 2014)
9. ↑  « Meudon 10-0 Valenciennes », sur competition.hockeyfrance.com, 27 septembre 2014 (consulté le 29 septembre 2014)
10. ↑  « Lyon 4-2 Dijon », sur competition.hockeyfrance.com, 21 octobre 2014 (consulté le 2 décembre 2015)
11. ↑  « Villard 1-7 Chamonix », sur competition.hockeyfrance.com, 21 octobre 2014 (consulté le 2 décembre 2015)
12. ↑  « HCMAG 4-2 Mont-Blanc », sur competition.hockeyfrance.com, 21 octobre 2014 (consulté le 2 décembre 2015)
13. ↑  « Bordeaux 5-3 Anglet », sur competition.hockeyfrance.com, 21 octobre 2014 (consulté le 2 décembre 2015)
14. ↑  « Épinal 9-3 Neuilly-sur-Marne », sur competition.hockeyfrance.com, 21 octobre 2014 (consulté le 4 décembre 2015)
15. ↑  « La Roche-sur-Yon 0-9 Brest », sur competition.hockeyfrance.com, 21 octobre 2014 (consulté le 4 décembre 2015)
16. ↑  « Cholet 5-3 Nantes », sur competition.hockeyfrance.com, 21 octobre 2014 (consulté le 4 décembre 2015)
17. ↑  « Deuil-Garges 0-12 Amiens », sur competition.hockeyfrance.com, 21 octobre 2014 (consulté le 4 décembre 2015)
18. ↑  « Nice 1-4 Briançon », sur competition.hockeyfrance.com, 21 octobre 2014 (consulté le 2 décembre 2015)
19. ↑  « Marseille 0-14 Gap », sur competition.hockeyfrance.com, 21 octobre 2014 (consulté le 2 décembre 2015)
20. ↑  « Rouen 5-1 Dunkerque », sur competition.hockeyfrance.com, 21 octobre 2014 (consulté le 4 décembre 2015)
21. ↑  « Val Vanoise1-4 Grenoble », sur competition.hockeyfrance.com, 21 octobre 2014 (consulté le 4 décembre 2015)
22. ↑  « Évry 1-11 Strasbourg », sur competition.hockeyfrance.com, 21 octobre 2014 (consulté le 4 décembre 2015)
23. ↑  « Dammarie 1-14 Mulhouse », sur competition.hockeyfrance.com, 22 octobre 2014 (consulté le 4 décembre 2015)
24. ↑  « Tours 1-8 Angers », sur competition.hockeyfrance.com, 22 octobre 2014 (consulté le 4 décembre 2015)
25. ↑  « Maeudon 2-3 Caen », sur competition.hockeyfrance.com, 22 octobre 2014 (consulté le 4 décembre 2015)
26. ↑  « Cholet 4-3 Brest », sur competition.hockeyfrance.com, 18 novembre 2014 (consulté le 4 décembre 2015)
27. ↑  « Strasbourg 2-3 Amiens », sur competition.hockeyfrance.com, 18 novembre 2014 (consulté le 4 décembre 2015)
28. ↑  « Mulhouse 2-5 Rouen », sur competition.hockeyfrance.com, 18 novembre 2014 (consulté le 4 décembre 2015)
29. ↑  « Gap 5-1 Lyon », sur competition.hockeyfrance.com, 18 novembre 2014 (consulté le 4 décembre 2015)
30. ↑  « Grenoble 4-1 HCMAG », sur competition.hockeyfrance.com, 18 novembre 2014 (consulté le 4 décembre 2015)
31. ↑  « Caen 2-3 Épinal », sur competition.hockeyfrance.com, 19 novembre 2014 (consulté le 4 décembre 2015)
32. ↑  « Chamonix 3-5 Briançon », sur competition.hockeyfrance.com, 19 novembre 2014 (consulté le 4 décembre 2015)
33. ↑  « Angers 2-1 Bordeaux », sur competition.hockeyfrance.com, 25 novembre 2014 (consulté le 4 décembre 2015)
34. ↑  « Grenoble 2-5 Gap », sur competition.hockeyfrance.com, 9 décembre 2014 (consulté le 5 décembre 2015)
35. ↑  « Amiens 10-2 Cholet », sur competition.hockeyfrance.com, 9 décembre 2014 (consulté le 5 décembre 2015)
36. ↑  « Rouen 7-4 Épinal », sur competition.hockeyfrance.com, 9 décembre 2014 (consulté le 5 décembre 2015)
37. ↑  « Briançon 5-2 Angers », sur competition.hockeyfrance.com, 9 décembre 2014 (consulté le 5 décembre 2015)
38. ↑  « Rouen 5-2 Briançon », sur competition.hockeyfrance.com, 6 janvier 2015 (consulté le 5 décembre 2015)
39. ↑  « Gap 2-4 Amiens », sur competition.hockeyfrance.com, 6 janvier 2015 (consulté le 5 décembre 2015)
40. ↑  « Rouen 5-3 Amiens », sur competition.hockeyfrance.com, 25 janvier 2015 (consulté le 5 décembre 2015)